# Монтано (Комо)
Монтано је насеље у Италији у округу Комо, региону Ломбардија.
Према процени из 2011. у насељу је живело 1883 становника. Насеље се налази на надморској висини од 391 м.